# Leptostylopsis argentatus
Leptostylopsis argentatus là một loài bọ cánh cứng trong họ Cerambycidae.